# 三宅十空
三宅 十空（みやけ そら、1979年6月20日 - ）は、日本の俳優、お笑い芸人。本名、三宅 知明（みやけ ともあき）。広島県広島市出身。ワタナベエンターテインメント所属。専門学校東京アナウンス学院卒。身長178cm、体重65kg。
コントユニット夜ふかしの会のメンバーとして2020年11月まで所属していた。

## 略歴
- 広島県出身。身長178cm 体重65kg、A型。専門学校東京アナウンス学院卒業。
- 夜ふかしの会では、「アンケート担当」だった。
- 2005年までお笑いコンビ「猫アトミコ」として活動。
- タイムマシーン3号はアナウンス学院時代の同期。
- 広島東洋カープファン。
- バスケットボールで国体候補になったことがある。
- 特技は利きモビルスーツ。
- 2012年2月に本名から現芸名に改名。
- 2020年11月1日、夜ふかしの会を脱退。

## 出演
単独での出演を記載。メンバーとしての出演は夜ふかしの会を参照。

### テレビ
- テレビ東京開局50周年報道特別番組 「JAPANプロジェクト50年前のニッポン、50年後のニッポン」（テレビ東京、2014年4月12日）
  - スペシャルドラマ「死の海と戦う」に石坂伸雄役で出演。
- シリーズ被爆70年ヒロシマ復興を支えた市民たち「鯉昇れ、焦土の空へ」（NHK、2014年9月26日）
- アラサーちゃん 無修正 第2話（テレビ東京、2014年8月2日） - 元カレくん 役
- 流星ワゴン（TBS、2015年1月18日 - 2015年3月22日） - 若い衆 役
- 水トク!「ザ・鑑識」〜犯人は絶対に逃がさない！〜（TBS、2015年11月4日） - 鑑識 役
- 痛快TV スカッとジャパン（フジテレビ、2016年4月11日）
  - 「オーガニック早口野郎」に店員役で出演。
- 早子先生、結婚するって本当ですか? 第6話（フジテレビ、2016年5月26日） - 彼氏 役
- 地味にスゴイ! 校閲ガール・河野悦子 第2話（日本テレビ、2016年10月12日） - 合コン相手 役
- スニッファー ウクライナの私立探偵 第5話（NHK総合、2016年11月19日） - 司会者 役

### 映画
- なくもんか（2009年） - 新聞配達員 役
- わたしのハワイの歩き方（2014年） - サラリーマン 役

### 舞台
- YELLOW CAKE #7「バブリーハイネック&カウンター」（2008年12月5日 - 12月7日）
- タンバリンプロデューサーズ 第8回公演「弱虫団」（2010年10月14日 - 10月17日）
- 動物電気「タッパー!男の器」（2011年12月10日 - 12月18日）
- 夢知無恥ぷれぜんつ「ふきだす絵本」（2012年4月19日 - 4月22日）
- 舞台「モブサイコ100」（2018年1月6日 - 1月14日）

### その他出演
- WebネスレシアターonYoutube 「昼も夜も」(2014年4月10日) - 飲み屋の常連 役